# 아웃룩 익스프레스
아웃룩 익스프레스(Outlook Express)는 여러 버전의 마이크로소프트 윈도우에 포함된 전자 우편/뉴스 클라이언트이다. 윈도우 98에 이어 윈도우 XP에 이르고 있다. 아웃룩 익스프레스는 윈도우 비스타 때부터 윈도우 메일로 변경되었다. 윈도우 라이브 메일은 아웃룩 익스프레스와 윈도우 메일의 뒤를 잇는다.

## 개요
아웃룩 익스프레스는 윈도우 98에서 윈도우 XP에 이르는 마이크로소프트 윈도우 버전에 기본 포함되어 있지만, 마이크로소프트 오피스 아웃룩 이메일 클라이언트는 이와 달리 마이크로소프트 오피스 제품군에 포함되어 있다. 이 두 프로그램은 공통 코드베이스를 공유하지 않지만, 구조적인 철학은 동일하다. 아웃룩 익스프레스는 윈도우 주소록을 사용하여 연락처 정보를 저장하고 긴밀히 통합한다. 윈도우 XP에서는 윈도우 메신저와도 통합되어 있다.

## 버전 및 파일 형식
아웃룩 익스프레스는 버전마다 다른 종류의 포맷으로 전자 우편 메시지를 저장한다.
- 아웃룩 익스프레스 4.0: 윈도우 98 (1998년 6월), *mbx 파일로 저장 (유닉스 기반 시스템의 Mbox 포맷과 비슷하다).
- 아웃룩 익스프레스 5.0: 윈도우 98 SE (1999년 6월), 각 편지 상자 폴더마다 개별 파일을 사용하는 *.dbx 파일로 전환
- 아웃룩 익스프레스 5.0: 윈도우 2000 (2000년 2월).
- 아웃룩 익스프레스 5.5: 윈도우 미 (2000년 6월).
- 아웃룩 익스프레스 6.0: 윈도우 XP (2001년 10월).
- 아웃룩 익스프레스 6.0 SP2: 윈도우 XP 서비스 팩 2 (2004년 8월).

## 같이 보기
- 윈도우 주소록
- 윈도우 메일
- 윈도우 라이브 메일